# Museo del Ferrocarril de Apan
El Museo del Ferrocarril de Apan es un recinto dedicado a preservar la memoria histórica de este municipio del estado de Hidalgo. Se ubica en las instalaciones de la antigua estación de tren del municipio de Apan, en la línea que corría de la Ciudad de México a Veracruz. En el año 2000, el organismo Ferrocarriles Nacionales de México, extinto desde 2001, cedió las instalaciones de la otrora estación a la comunidad y así se convirtió en un museo de sitio y un centro cultural.

## Salas del museo
El Museo del Ferrocarril de Apan cuenta con cinco salas. En la primera se encuentran restos de mamuts hallados en la región y vestigios de barro de las culturas tolteca, teotihuacana y mexica. La segunda sala está dedicada a la industria pulquera, mientras que la tercera exhibe objetos y documentos originales del sistema ferroviario, como la pizarra que anunciaba las salidas, la caja fuerte y la taquilla donde se vendían los boletos a las ciudades de México, Puebla y Veracruz. Finalmente, en las últimas dos salas se muestran fotos y objetos que dan cuenta de la historia de Apan.

## Historia e importancia del ferrocarril en Apan
La construcción de la red ferroviaria en México comenzó en 1842, siendo la estación en Apan una de las más antiguas del país, ya que inició actividades el 1 de agosto de 1866, aunque la concesión fue otorgada en 1837.
La estación de Apan tuvo gran importancia en la vida económica del estado de Hidalgo y de México, ya que desde ésta se transportaba pulque que sería comercializado en el Estado de México y en las pulquerías de la Ciudad de México.
De acuerdo con Miguel Ángel García Orgaz, cronista de Apan, las haciendas pulqueras del municipio producían hasta 25 mil litros diarios de la bebida de origen prehispánico, industria que se convirtió en una de las principales de México durante la segunda mitad del siglo XIX y la primera del siglo XX.